# Jazzgossen
Jazzgossen är en revykuplett från 1922 med text av Karl Gerhard till den danska melodin "En lille rystedans" av Edvard Brink. Det danska originalets text skrevs av Alfred Kjærulf och var en revyvisa ur danska Fønixrevyen tidigare samma år där den sjöngs av Soffy Damaris. Brinks melodi var framgångsrik inte bara i Danmark och Sverige utan blev populär under olika titlar även i andra länder såsom Tyskland ("Im Hotel zur Grünen Wiese"), Belgien ("Alle dagen bruine Bonen"), Storbritannien ("From Top to Toe") och Sovjetunionen.
Jazzgossen blev något av Karl Gerhards signaturmelodi och den av hans visor som bäst lever kvar i folkmedvetandet. Kupletten skrevs till sommarrevyn Ställ er i kön på Folkan 1922 där den framfördes av författaren själv tillsammans med Eric Abrahamsson, Carl-Gunnar Wingård och Eric Gustafson, alla iförda storrutiga överrockar med skärp. Texten driver med en effeminerad typ av moderiktiga och sysslolösa unga män samtidigt som den tar fasta på att begreppet "jazz" detta år fick sitt verkliga genomslag som modeord i svenskan. Karl Gerhard återanvände själv melodin med nyskriven text i revyn Oss greker emellan, där han själv framförde den i rollen som revyförfattaren "Aristofanes den yngre". Melodin figurerade även i revyn Två träd på Knäppupparnas Idéonteater under titeln Och så kommer det en gubbe.
En första skivinspelning gjordes samma år som revyn, 1922, för skivbolaget Skandinaviska grammophon och Karl Gerhard gjorde även en insjungning 1954. Fyra år senare, 1958, framförde han melodin ånyo i Hasse Ekmans film med samma namn, då med Gunnar Lindkvist, Mille Schmidt och Alf Östlund som kör. 
Little Gerhard har sjungit in sången på EP-skivan Swe-Disc SWEP 106, utgiven år 1963. Magnus Uggla har sjungit in sången på albumen Va ska man ta livet av sig för när man ändå inte får höra snacket efteråt (1977) och Ett bedårande barn av sin tid (2006).